# نيكولاس سشيبكاس
نيكولاس سشيبكاس (بالإسبانية: Nicolás Schiappacasse)‏ (مواليد 12 يناير 1999) هو لاعب كرة قدم من الأوروغواي يلعب كمهاجم في نادي ساسولو.

## روابط خارجية
- نيكولاس سشيبكاس على موقع الاتحاد الدولي (مؤرشف)  (الإنجليزية)
- نيكولاس سشيبكاس على موقع الاتحاد الأوربي (الإنجليزية)
- نيكولاس سشيبكاس على موقع قاعدة بيانات كرة القدم.إي يو (الإنجليزية)
- نيكولاس سشيبكاس على موقع Soccerway.com (الإنجليزية)
- نيكولاس سشيبكاس على موقع عالم كرة القدم.نت (الإنجليزية)